# Pitkäjärvi (sjö i Lieksa, Norra Karelen, 63,27 N, 30,42 Ö)
Pitkäjärvi är en sjö i kommunen Lieksa i landskapet Norra Karelen i Finland. Den är 11,9 meter djup. Arean är 45 hektar och strandlinjen är 6,37 kilometer lång. Sjön  ingår i Vuoksens huvudavrinningsområde.   Den ligger omkring 80 kilometer norr om Joensuu och omkring 450 kilometer nordöst om Helsingfors. 